# Pogorzel (gmina Osieck)
Pogorzel – wieś sołecka w Polsce, położona w województwie mazowieckim, w powiecie otwockim, w gminie Osieck, na granicy gminy Sobienie-Jeziory.
Pogorzel leży przy drodze wojewódzkiej nr 805.

## Historia
Wieś królewska  położona była w drugiej połowie XVI wieku w powiecie garwolińskim  ziemi czerskiej województwa mazowieckiego. Od roku 1956 funkcjonuje w miejscowości jednostka OSP.

## Religia
W miejscowości znajduje się opuszczony neogotycki kościół mariawicki z 1910 oraz cmentarz mariawicki. Znajduje się również kaplica domowa pod wezwaniem Matki Boskiej Nieustającej Pomocy, będąca obecnie siedzibą niewielkiej parafii Kościoła Katolickiego Mariawitów.
Wierni Kościoła rzymskokatolickiego należą do parafii św. Bartłomieja Apostoła w Osiecku.

## Galeria

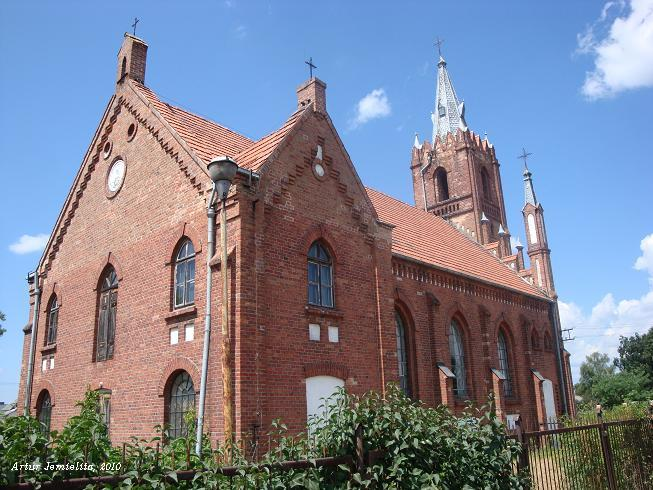
Dawny kościół mariawicki
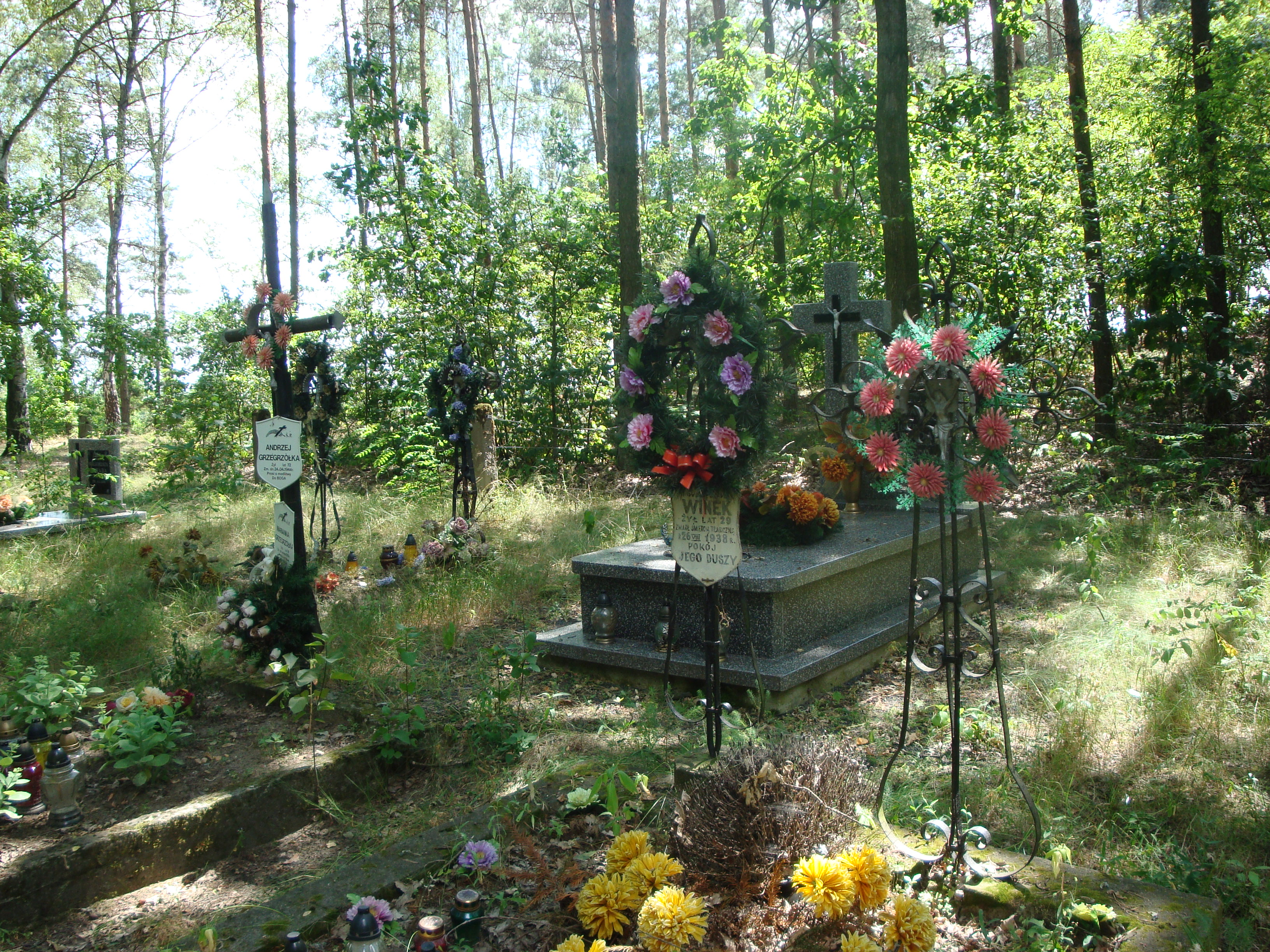
Cmentarz mariawicki
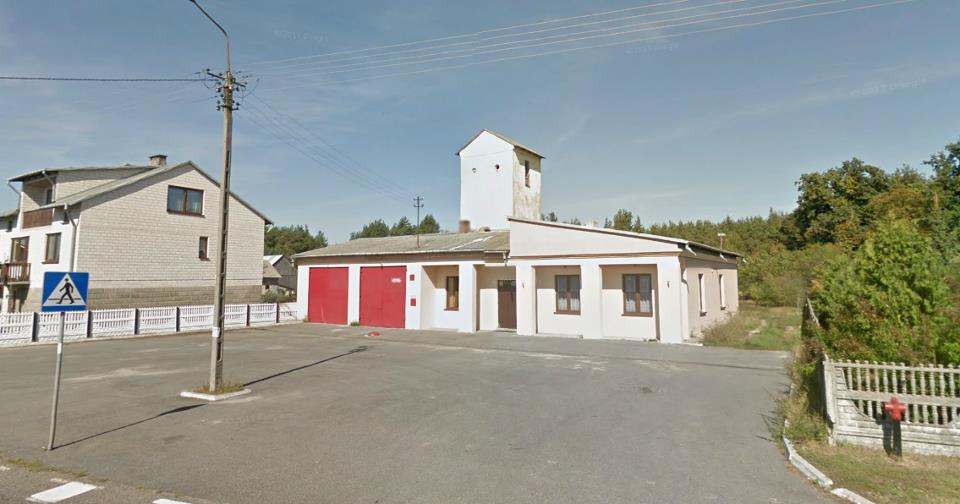
Budynek OSP w Pogorzeli